# Megobaralipton mandibulare
Megobaralipton mandibulare là một loài bọ cánh cứng trong họ Cerambycidae.